# Mops
Mops là một chi động vật có vú trong họ Dơi thò đuôi, bộ Dơi. Chi này được Lesson miêu tả năm 1842. Loài điển hình của chi này là Mops indicus Lesson, 1842 (= Molossus mops de Blainville, 1840).

## Các loài
Chi này gồm các loài: